# Ernst Bruhn (billedhugger)
 Der er flere personer med dette navn, se Ernst Bruhn.
Ernst Adam Bruhn (12. august 1827 i København – 16. marts 1864 ved Dybbøl) var en dansk officer og billedhugger.
Han var søn af kaptajn, senere generalløjtnant Ernst Bruhn og Anna Elisabeth Wulff. Bruhn gik på Landkadetakademiet, men forlod det 1844. Han blev optaget i Kunstakademiets 2. ornamentklasse november samme år og gik på Akademiet indtil oktober 1848 (1. frihåndsklasse fra oktober 1847, 2. frihåndsklasse fra januar 1848 og udeblev på grund af krigsdeltagelse oktober 1848). Han var elev af H.W. Bissen fra 1845. Bruhn var husar under Treårskrigen, blev sekondløjtnant i fodfolket 1850, premierløjtnant 1863, og faldt ved Dybbøl under beskydningen 16. marts 1864 som kompagnikommandør under 17. regiment. Han var ugift.
Han udstillede på Charlottenborg Forårsudstilling 1847, 1849, 1858-59, 1861 og 1863.
Bruhn er begravet på Sønderborg Kirkegård.

## Værker
- Generalløjtnant Ernst Bruhn (portrætbuste, udstillet 1847)
- Landskabsmaleren Frederik Kraft (portrætbuste, udstillet 1847)
- Hest (udstillet 1847)
- Gruppe af heste (voks, udstillet 1861)
- Gruppe af heste (voks, udstillet 1863)
- Peter Schram (gipsbuste, Det Nationalhistoriske Museum på Frederiksborg Slot og Teatermuseet i Hofteatret)
- Dyregruppe (voks)